# 小行星390
小行星390（390 Alma）是一颗围绕太阳公转的小行星。1894年3月24日，纪尧姆·比古尔丹在巴黎描述了此天体。这是他发现的唯一一颗小行星。小行星390是司法星族小行星的一员。
該小行星以乌克兰的阿尔马河命名。
这颗小行星的绝对星等为10.39等。

## 相关條目
- 小行星列表/10001-11000

## 外部連結
- Asteroid Lightcurve Database (LCDB) （页面存档备份，存于）, query form (info （页面存档备份，存于）)
- Dictionary of Minor Planet Names, Google books
- Discovery Circumstances: Numbered Minor Planets (10001)-(15000) （页面存档备份，存于） – Minor Planet Center
- 小行星390 at AstDyS-2, Asteroids—Dynamic Site
  - Ephemeris · Observation prediction · Orbital info · Proper elements · Observational info
- NASA JPL小天體瀏覽器上的小行星390

| 前一小行星： 小行星389 | 小行星列表 | 後一小行星： 小行星391 |